# Baggao
Baggao (Bayan ng Baggao) är en kommun i Filippinerna. Kommunen ligger på ön Luzon, och tillhör provinsen Cagayan. Folkmängden uppgår till 66 264 invånare.

## Barangayer
Baggao är indelat i 48 barangayer.
| - Adaoag - Agaman (Proper) - Alba - Annayatan - Asassi - Asinga-Via - Awallan - Bacagan - Bagunot - Barsat East - Barsat West - Bitag Grande - Bitag Pequeño - Bunugan - Canagatan - Carupian | - Catugay - Poblacion (Centro) - Dabbac Grande - Dalin - Dalla - Hacienda Intal - Ibulo - Immurong - J. Pallagao - Lasilat - Masical - Mocag - Nangalinan - Remus - San Antonio - San Francisco | - San Isidro - San Jose - San Miguel - San Vicente - Santa Margarita - Santor - Taguing - Taguntungan - Tallang - Temblique - Taytay - Tungel - Mabini - Agaman Norte - Agaman Sur - C. Verzosa |